# Stracheya
Stracheya là một chi thực vật có hoa trong họ Đậu.